# Arturo Armando Molina
Arturo Armando Molina Barraza (San Salvador, 6 de agosto de 1927-California, 19 de julio de 2021) fue un militar y político salvadoreño que fue presidente de la República entre 1972 y 1977.
Nacido en una familia con arraigados valores y conexiones en la esfera política salvadoreña, Molina desarrolló desde temprana edad un interés por los asuntos públicos y el servicio a la comunidad.
Molina asumió la presidencia de El Salvador en un momento de desafíos políticos, sociales y económicos. Su mandato estuvo marcado por la lucha contra la insurgencia de movimientos sociales que buscaban reformas en un país marcado por la desigualdad económica y la inestabilidad política, las cuales ha provocado las manifestaciones de un grupo de estudiantiles de la Universidad de El Salvador provocándose así la masacre estudiantil de 1975 perpetrada por las Fuerzas Armadas, Durante su presidencia Molina enfrentó una serie de desafíos que incluyen la gestión de la violencia política, la revitalización de la economía y la promoción de la reconciliación nacional.
En su intento por abordar estos desafíos, Molina implementó una serie de políticas destinadas a fortalecer las instituciones gubernamentales, desde posturas anticomunistas, mejorar la seguridad ciudadana y fomentar el desarrollo económico. Su enfoque pragmático y su compromiso con la estabilidad política le valieron el apoyo de ciertos sectores de la sociedad salvadoreña, mientras que generaron críticas por parte de otros que lo acusaban de autoritarismo y violaciones a los derechos humanos.
La presidencia de Molina estuvo marcada por momentos de tensión y controversia. Su gobierno fue objeto de críticas tanto a nivel nacional como internacional por su manejo de los derechos humanos y por su supuesta represión a la oposición política y a los movimientos sociales, Molina fue considerado por los medios como un dictador. Estas críticas, junto con la persistente violencia política y la falta de avances significativos en la agenda de reformas sociales, generaron divisiones y tensiones dentro de la sociedad salvadoreña.

## Biografía
Molina nació el 6 de agosto de 1927 en San Salvador, El Salvador. Proveniente de una familia de clase media, creció en un entorno que le inculcó valores de responsabilidad y servicio. Desde joven, demostró interés por la política y el derecho, lo que lo llevó a estudiar Derecho en la Universidad de El Salvador.

## Carrera militar
Ingresó a la Escuela Militar "Capitán General Gerardo Barrios" en 1945. Se graduó en 1949 con el grado de subteniente de infantería. Desarrolló una larga carrera dentro de la Fuerza Armada de El Salvador. Fue ascendido a coronel en 1969.

## Candidatura presidencial
En 1971 el presidente saliente Fidel Sánchez Hernández lo nombró candidato presidencial del gobernante Partido de Conciliación Nacional (PCN) para los comicios del año siguiente. 

### Oposición
Arturo Armando Molina representaría al oficialista, Partido de Conciliación Nacional (PCN). Esta sería la tercera elección en donde el PCN, daría su participación como partido oficialista esta elección significaría un cambio y giro radical hacia el PCN, ya que la población preferiría elegir a un civil para presidente, se especuló que su antecesor Fidel Sánchez Hernández propondría a Reynaldo Galindo Polh como candidato presidencial, pero este declinó la propuesta, a lo cual se terminó eligiendo a Arturo Armando Molina para presidente junto con Enrique Mayorga Rivas para vicepresidente, Molina tenía experiencia en el ramo militar a solo 3 años de la Guerra de las 100 horas fue ascendido a coronel.     
Mientras por la oposición que era representada por La Unión Nacional Opositora una coalición de 3 partidos políticos entre ellos: Partido Demócrata Cristiano, Movimiento Nacional Revolucionario, y Unión Democrática Nacionalista (cual era una facción del Partido Comunista Salvadoreño) elaboraron una alianza y propuso a José Napoleón Duarte para la presidencia ya que el fungió como Alcalde de San Salvador entre 1964 a 1970 lo cual durante su gestión en la comuna lo impulso para la candidatura, junto a Duarte se unió al Dr. Guillermo Ungo para la vicepresidencia. Ungo trabajaba en la facultad de derecho de la Universidad de El Salvador, ya que desde 1968 contribuyo al apoyo y formación de movimientos sociales.   
Además, de Molina y Duarte también hubo participación de dos partidos que estaban a favor del oficialismo. Los cuales fueron Partido Popular Salvadoreño, que tenía como candidato a José Antonio Rodríguez Porth, un abogado de carrera y político de trayectoria profesional graduado de la Universidad de El Salvador que, desde 1944; durante la huelga de brazos caídos que acabaría con la dictadura de Martínez, comenzaría sus inicios en la vida pública. y el Frente Unido Democrático Independiente, que tenía como candidato a José Alberto Medrano quien fungió como director de la Guardia Nacional durante el gobierno de Fidel Sánchez Hernández también ayudó a formar los Paramilitares del ORDEN para la vigilancia las zonas rurales, y dirigió tropas militares durante la Guerra contra Honduras.   Las elecciones presidenciales se desarrollaron el 20 de febrero de 1972. La oposición –que pretendía quitar el poder a los militares que gobernaban con sus miembros desde 1932– formó una gran coalición, la Unión Nacional Opositora (UNO) y presentó como candidato al democristiano José Napoleón Duarte, apoyado por los Estados Unidos. En los días siguientes a la elección presidencial, la UNO presentó reiteradas denuncias sobre un fraude masivo en la votación y el escrutinio, pero José Napoleón Duarte, desmovilizó al pueblo que protestaba por el fraude electoral "normal". Las autoridades electorales ignoraron las denuncias y declararon presidente electo al coronel Arturo Armando Molina. En respuesta a esta otra imposición mediante el fraude, el 25 de marzo de 1972, un grupo de militares dirigidos por el Coronel Benjamín Mejía, Manuel Rafael Reyes Alvarado y Mayor Pedro Antonio Guardado, intentó realizar un contragolpe de Estado, para que se cumplieran los preceptos constitucionales, pero el intento fracasó a pesar de haber tomado prisionero al presidente Fidel Sánchez Hernández, quien fue respetado en su vida. El coronel Molina se encontraba en los Estados Unidos. Duarte intentó aprovecharse del contragolpe, poniéndose a la orden de los alzados, por lo que al fracasar el movimiento, fue detenido y torturado por el régimen militar, y deportado a Venezuela. El Coronel Benjamín Mejía, Manuel Rafael Reyes Alvarado y Mayor Pedro Antonio Guardado, fueron exiliados hacia Argentina. El saldo de las acciones militares de este hecho, fueron 100 muertos y 500 heridos según la UPI. Esto no refleja las persecuciones posteriores a este movimiento, lo cual convenció a gran parte de la juventud a organizarse como grupos armados y que finalmente condujeron a la guerra civil que tuvo un saldo de 80 000 muertos, y un millón de exiliados.       
Duarte cargó con las represalias del Gobierno, que aprovechó la circunstancia para deshacerse de un líder opositor visto como el mayor peligro para el régimen. Acusado de haber iniciado la conspiración, Duarte fue encarcelado y sometido a brutales torturas de las que salió muy maltrecho, con tres dedos de la mano izquierda mutilados y los pómulos aplastados con la culata del fusil. El tribunal que le juzgó le condenó a muerte por el delito de alta traición, pero las presiones internacionales forzaron a Molina permitirle que se exiliara en Venezuela. Unos años regresaría y después fungiría como Presidente de la República en 1984.

## Presidencia (1972-1977)

### Gobierno
El Coronel Molina asumió la presidencia el 1 de julio de 1972. Aprovechando la bonanza de los precios del café, lanzó un plan de construcción de infraestructura con el lema "una escuela por día". Se construyeron hospitales y escuelas y la presa hidroeléctrica del Cerrón Grande. En 1976, el presidente Molina propuso implementar un plan de reforma agraria cautelosa que fue rechazado por los sectores empresariales del país, la ANEP y la oligarquía rural. Este proyecto comprendía 59 000 hectáreas de la región oriental tradicionalmente algodonera para ser distribuida a 12 000 familias campesinas, y los dueños latifundistas iban a recibir el precio real en el mercado, pero este proyecto fue abandonado. Los propietarios afectados se unieron para formar el Frente de Agricultores de la Región Oriental (FARO) y junto a la ANEP se unieron para movilizar a casi todo el sector privado en contra de la reforma agraria propuesta.

### Logros

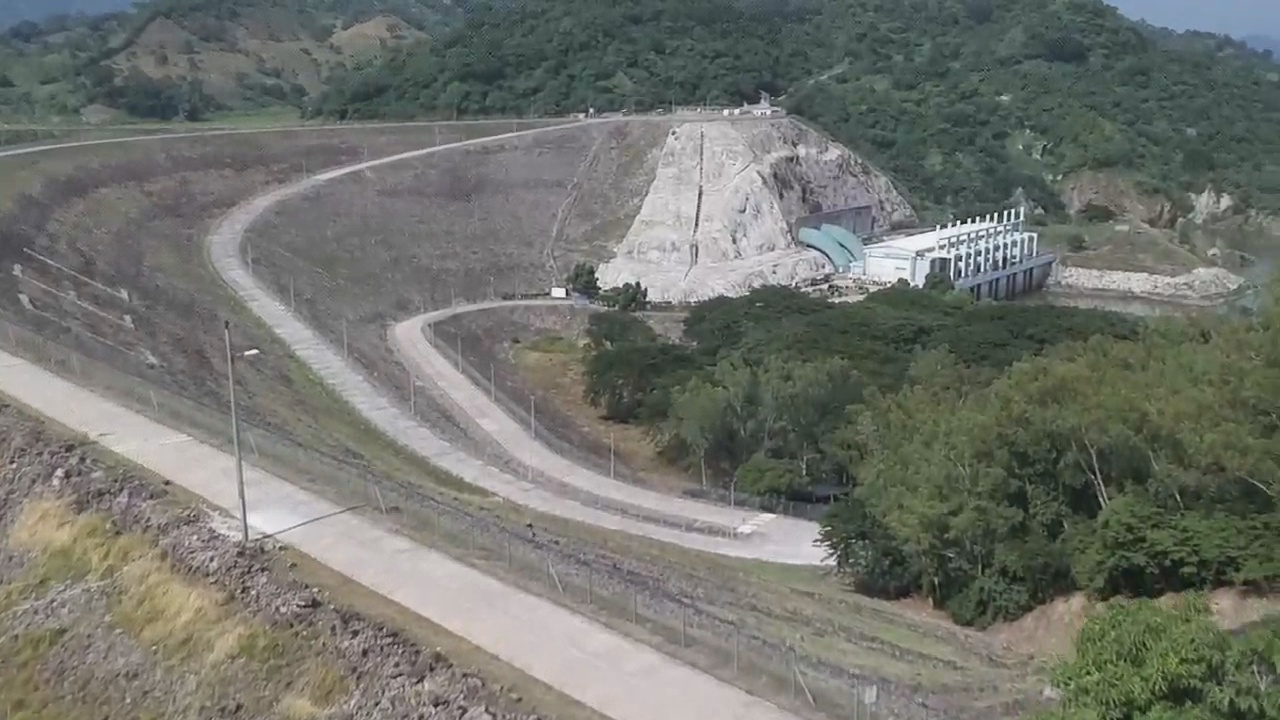
Presa Cerron Grande El Salvador

Generó en el país un incremento en el sector industrial, construyó el Aeropuerto Internacional de El Salvador, la presa hidroeléctrica Cerrón Grande, el Ingenio Azucarero del Jiboa (INJIBOA), la central geotérmica de Ahuachapán, la Televisión Educativa, el Banco de Fomento Agropecuario, el Fondo Social para la Vivienda, el Instituto Nacional de Pensiones de los Empleados Públicos (INPEP) y el Fondo de Financiamiento y Garantía para la Pequeña Empresa (FIGAPE), entre otros.

### Críticas

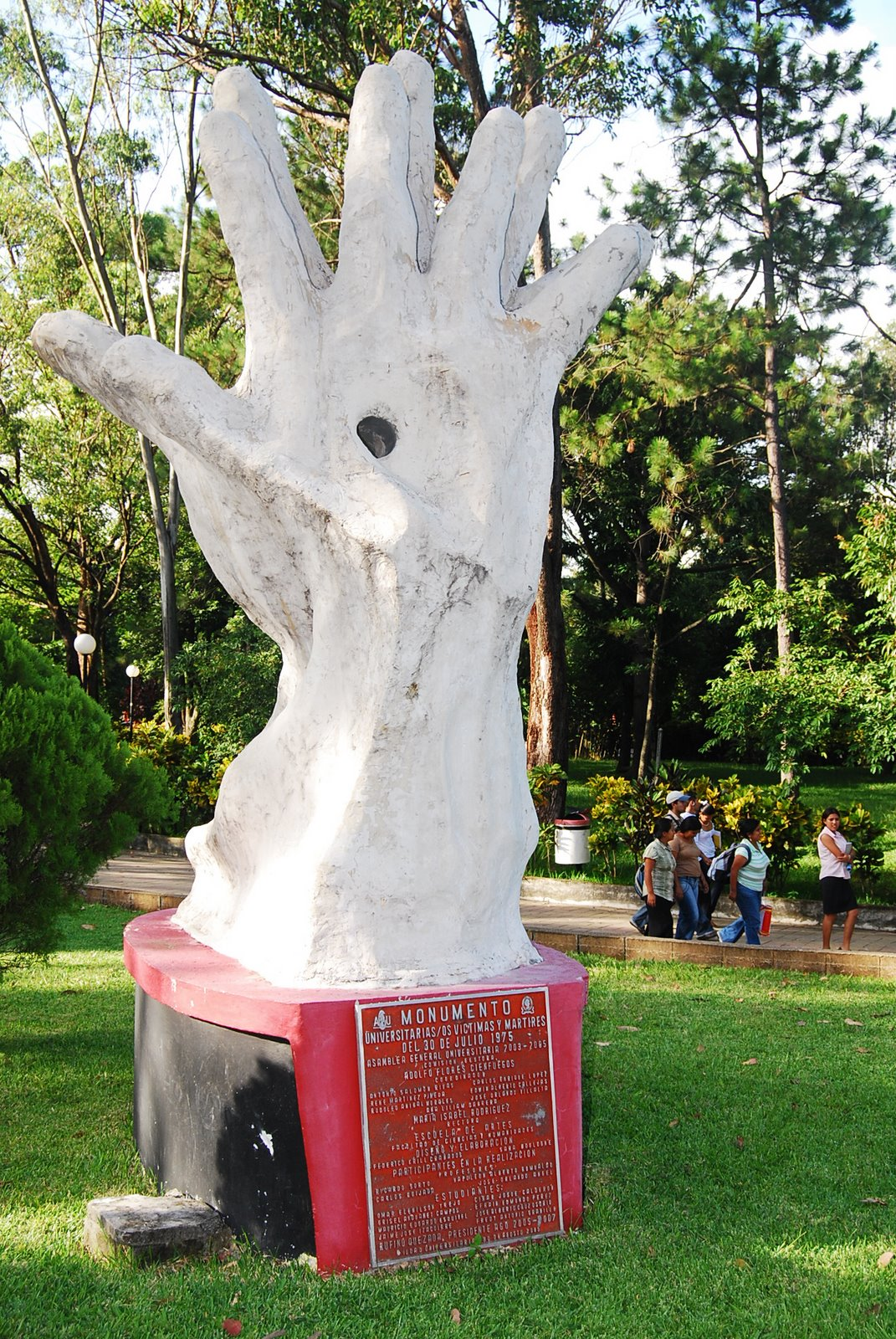
«Monumento Universitarios/as Víctimas y Mártires del 30 de julio 1975»: una de las esculturas dedicadas a los estudiantes asesinados durante una protesta a mediados de la década de 1970.

Mientras realizaba algunas reformas moderadas, el gobierno de Molina se propuso reprimir con fuerza a los grupos de izquierda. El 19 de julio de 1972 ordenó la ocupación militar de la Universidad de El Salvador bajo la acusación de ser el centro de operaciones de los grupos armados de izquierda. Durante el gobierno de Molina, los cuerpos de seguridad realizaron una violenta represión de la oposición, entre los hechos de violencia estatal destacó la Masacre estudiantil del 30 de julio de 1975, cuando una manifestación de protesta de estudiantes universitarios fue disuelta a balazos, provocando decenas de muertos y desaparecidos. La crisis del petróleo de 1973 provocó el aumento de los precios de los alimentos y la disminución de la producción agrícola. Esto empeoró la desigualdad socioeconómica existente en el país, lo que provocó un aumento de los disturbios. En respuesta, Molina promulgó una serie de medidas de reforma agraria, pidiendo que las grandes tierras se redistribuyeran entre la población campesina.[ 4]
Molina era desconfiado por la oligarquía y los militares de derecha, y estaba resentido por la oposición de la que había robado el poder. Sus intentos de silenciar a la oposición incluyeron la ocupación militar de la Universidad de El Salvador en 1972, así como la represión violenta de las protestas estudiantiles que estallaron después de que se utilizaran fondos públicos para celebrar el concurso de Miss Universo en San Salvador. También supervisó los asesinatos de sacerdotes en el país. Su régimen vio una polarización y violencia extremas en el país.
En los últimos meses de su gobierno, la crisis política se intensificó. En las elecciones presidenciales de febrero de 1977, hubo nuevas acusaciones de que se había cometido fraude a favor del candidato del PCN, Carlos Humberto Romero, protegido de Molina. Los grupos armados de izquierda secuestraron al empresario Roberto Poma y al Ministro de Relaciones Exteriores, Mauricio Borgonovo Pohl. Los grupos paramilitares de ultraderecha asesinaron a los sacerdotes católicos jesuitas Rutilio Grande (12 de marzo de 1977) y  Alfonso Navarro (11 de mayo de 1977) que pertenecían a los sectores progresistas de la Iglesia Católica. 
El coronel Molina terminó su período presidencial el 1 de julio de 1977. Luego de abandonar el gobierno, vivió fuera del país. Regresó a El Salvador en 1992.

### Otros cargos
- De 1964 a 1968, el coronel Molina, desempeñó el cargo de director de la Comisión Ejecutiva Portuaria Autónoma (CEPA).[12]

- A principios de 1969 fue nombrado director de la Junta Nacional de Cáritas de El Salvador, como representante personal del Presidente de la República.

- El 1 de marzo de 1969, fue nombrado secretario privado de la Presidencia de la República.

## Vida personal
Uno de sus hijos, el general de división Jorge Alberto Molina Contreras, fue ministro de Defensa del presidente Elías Antonio Saca en periodo presidencial del 1 de junio de 2004 al 1 de junio de 2009.